# Leva (insecto)
Leva es un género de saltamontes de la subfamilia Gomphocerinae, familia Acrididae, y está asignado a la tribu Dociostaurini. Este género se distribuye en África 
y Asia.

## Especies
Las siguientes especies pertenecen al género Leva:
- Leva aethiopica Bolívar, 1922
- Leva arabica (Uvarov, 1936)
- Leva astipta Jago, 1996
- Leva burmana Jago, 1996
- Leva callosa Uvarov, 1922
- Leva guichardi Jago, 1996
- Leva hackeri Ingrisch, 1999
- Leva hemiptera (Uvarov, 1952)
- Leva incilicula Jago, 1996
- Leva indica (Bolívar, 1902)
- Leva jordanica (Uvarov, 1933)
- Leva magna Jago, 1996
- Leva nicholai Baccetti, 1985
- Leva obtusa Ingrisch, 1999
- Leva paraindica Jago, 1996
- Leva perexigua Jago, 1996
- Leva popovi Jago, 1996
- Leva soluta Bolívar, 1914
- Leva soudanica Descamps, 1965
- Leva striolifrons Jago, 1996